# Кипеть (Тульская область)
Кипеть —  село в Суворовском районе Тульской области России. 
В рамках административно-территориального устройства является центром Кипетской сельской территории Суворовского района, в рамках организации местного самоуправления входит в Северо-Западное сельское поселение.

## География
Расположена на реке Ока, в 92 км к западу от центра города Тулы и в 17 км к юго-западу от центра города Суворов.

## Население
| 2002 | 2010 |
| ---- | ---- |
| 171  | ↘156 |